# Parivára
A Parivára (páli – "kiegészítők") a théraváda buddhizmushoz tartozó Vinaja-pitaka harmadik és egyben legutolsó könyve. A Vinaja-pitaka első két könyvével (Szutta-vibhanga és Khandaka) kapcsolatos számtalan szabály elemzését és egy összefoglalót tartalmaz, elsősorban tanító célzattal.
A  két másik könyvvel szemben minden szempontból alulmarad. A könyvet alkotó 19 szöveg kérdés-felelet formájú. A Parivára legendákat és anekdotákat is tartalmaz, amelyek arra hivatottak, hogy körítésül szolgáljanak a tárgyalt dogmához. Mivel van benne egy hosszú lista ceyloni tanítókkal, még a fundamentalista théraváda buddhisták is elismerik, hogy – legalábbis jelenlegi formájában – ez a szöveg későbbi időkből való. A tudósok is késői dátumra helyezik el a szöveg keletkezését, némelyek szerint még a Negyedik tanácskozás után volt, i.e. az 1. században.

## Körvonalakban
A könyv 19 fejezete:
1. katekizmus a szerzetesek szabályaihoz (Prátimoksa)
2. hasonló az apácák szabályaihoz
3. verses összefoglaló a keletkezéshez; egy cselekedet keletkezhet test és/vagy beszéd által, mindhárom esetben szándékkal vagy anélkül, így jön létre hatféle eredet; ez a fejezet végig megy a Pratimoksa szabályokon és megállapítja, hogy a hat közül melyek lehetségesek
4. két részben:
  1. ismétlések jogi esetekhez, amelyek valaki megsértésével jártak
  2. a vitákat megoldó mely szabályokat használja jogi esetekben
5. kérdések a Khandakával kapcsolatban
6. sorjázott lista
7. két részben:
  1. a Prátimoksa szavalásának elkezdése
  2. a szabályok indokainak kifejtése
8. stanza-gyűjtemény
9. jogi esetekről
10. további stanzák gyűjteménye (főleg a rosszallásról)
11. a rosszallásról
12. viták kisebb gyűjteménye
13. viták nagyobb gyűjteménye
14. kathina: a ruházat hordásáról
15. Upali kérdéseket tesz fel a Buddhának, a válaszok ötös listák
16. újabb fejezet a keletkezésről
17. második stanza-gyűjtemény
18. "izzadságkeltő stanzák": találós-kérdések gyűjteménye (válaszok nélkül); talán vizsgának szánták"
19. öt részben:
  1. A szangha formális szabályai
  2. A szabályok okai
  3. A szabályok lefektetése
  4. Mi lett lefektetve
  5. kilenc osztályozás